# Sonia Barrio Gutiérrez
Sonia Barrio Gutiérrez   (Madrid, 13 de desembre de 1969) és una jugadora d'hoquei sobre herba, ja retirada, guanyadora d'una medalla olímpica.
Va participar, als 22 anys, en els Jocs Olímpics d'Estiu de 1992 celebrats a Barcelona (Catalunya), on va aconseguir guanyar la medalla d'or en la prova femenina d'hoquei sobre herba. Posteriorment va aconseguir guanyar sengles diplomes olímpics en els Jocs Olímpics d'Estiu de 1996 realitzats a Atlanta (Estats Units) i en els Jocs Olímpics d'Estiu de 2000 realitzats a Sydney (Austràlia), on finalitzà vuitena i quarta respectivament amb la selecció espanyola.
Al llarg de la seva carrera ha guanyat una medalla en el Campionat d'Europa d'hoquei sobre herba.